# Chování kočky domácí
Popsat chování kočky domácí není lehké. Existují kočky temperamentní, flegmatické, cholerické, odvážné, bojácné, náladové, přátelské a jiné. Kočka není samotářské zvíře a potřebuje navazovat sociální kontakty s okolím. Přestože i mezi kočkami existují samotářští jedinci, je kočka většinou společenské zvíře. U volně žijících koček existují složité sociální struktury a v jejich společenství probíhají různorodé sociální interakce.

## Sociální chování

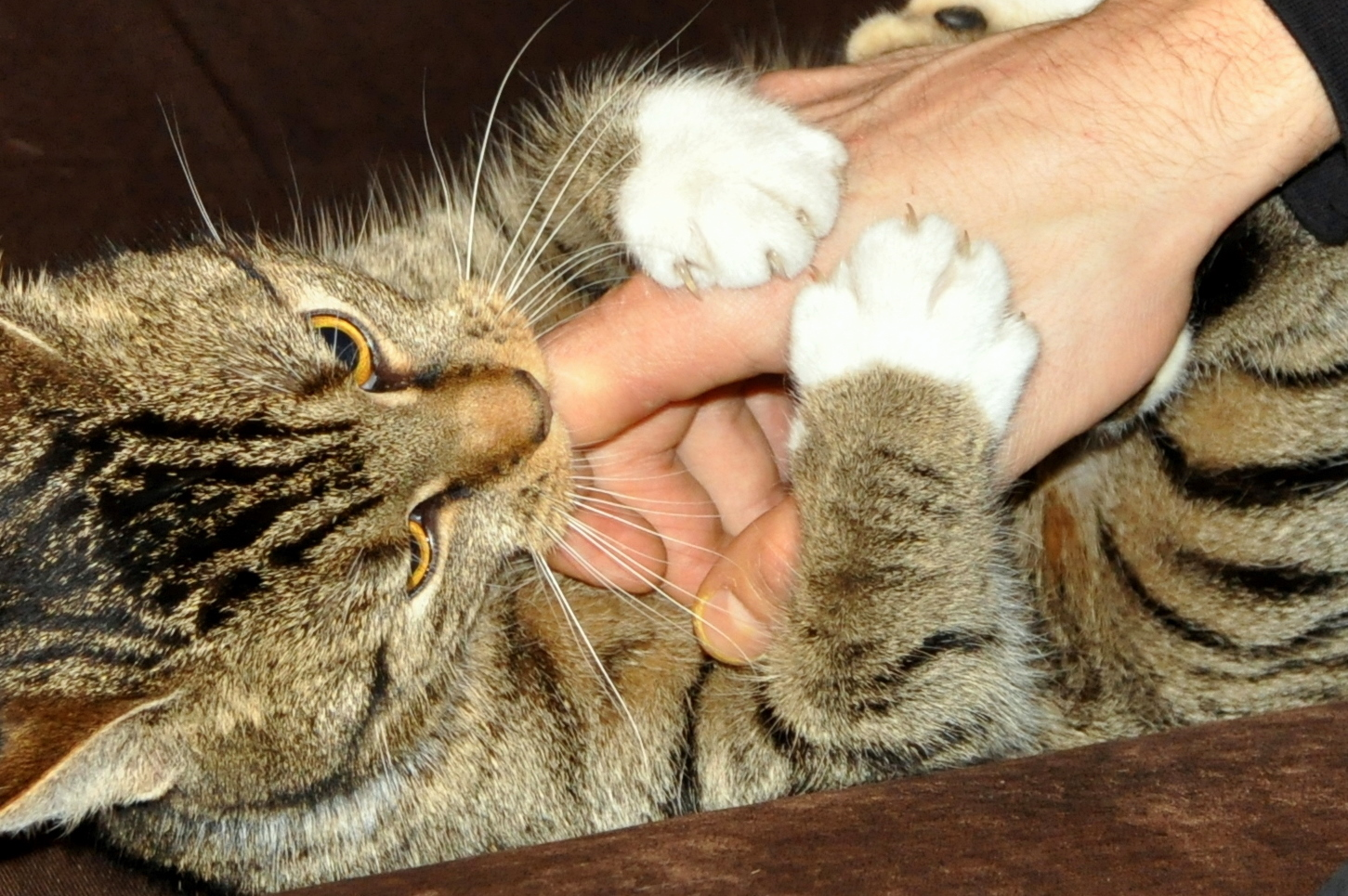

Kočka je individualista. Sama se rozhoduje, v jaké společnosti bude trávit svůj čas. Je těžké stanovit jí hranice anebo ji v něčem omezovat. Přesto na rozdíl od ostatních kočkovitých šelem je kočka díky několikatisíciletému soužití s člověkem schopná vytvářet sociální vazby se svým okolím.
Kocouři se po dosažení pohlavní dospělosti obyčejně z tohoto společenství vytratí, kočky zůstávají v revíru své matky a rozšiřují její skupinu. Mláďata vychovávají společně a vyhánějí vetřelce. K dospělým kocourům jsou tolerantnější, neboť ti pro ně nepředstavují takovou konkurenci a jsou vhodnými partnery na páření. Kočky jednoho společenství se dělí o potravu, kterou jim poskytuje člověk, loví však každá samostatně. Dospívající kočky si se svojí ulovenou kořistí rády hrají (pokud mají jiný zdroj potravy).
Kočky jsou klidná zvířata, která prospí většinu dne. Pohybují se potichu a člověk o nich mnohdy ani neví. Koťata a mladí jedinci jsou divočejší a hravější. Divoce žijící kočky vybíjejí svou energii při lovu a v případných bojích s vetřelci. Kočky žijící v domácnostech však možnost lovu nemají, a proto musí vybít svou energii jiným způsobem – hrou s majitelem, šplháním po škrabadle nebo jiných místech. Kočka jako domácí mazlíček si obvykle vytvoří pevný a něžný vztah se svým majitelem.

## Komunikace
Kočky nekomunikují pouze pomocí zvuků, ale i mimikou celého těla a ocasu. Postavení uší, rovněž tak rozšíření či zúžení zorniček naznačuje duševní náladu kočky. Nezastupitelným komunikačním prostředkem pro kočky jsou též pachy, které kočky zanechávají na lidech a okolí otíráním škrábáním a též značkováním močí.

### Gestikulace a mimika

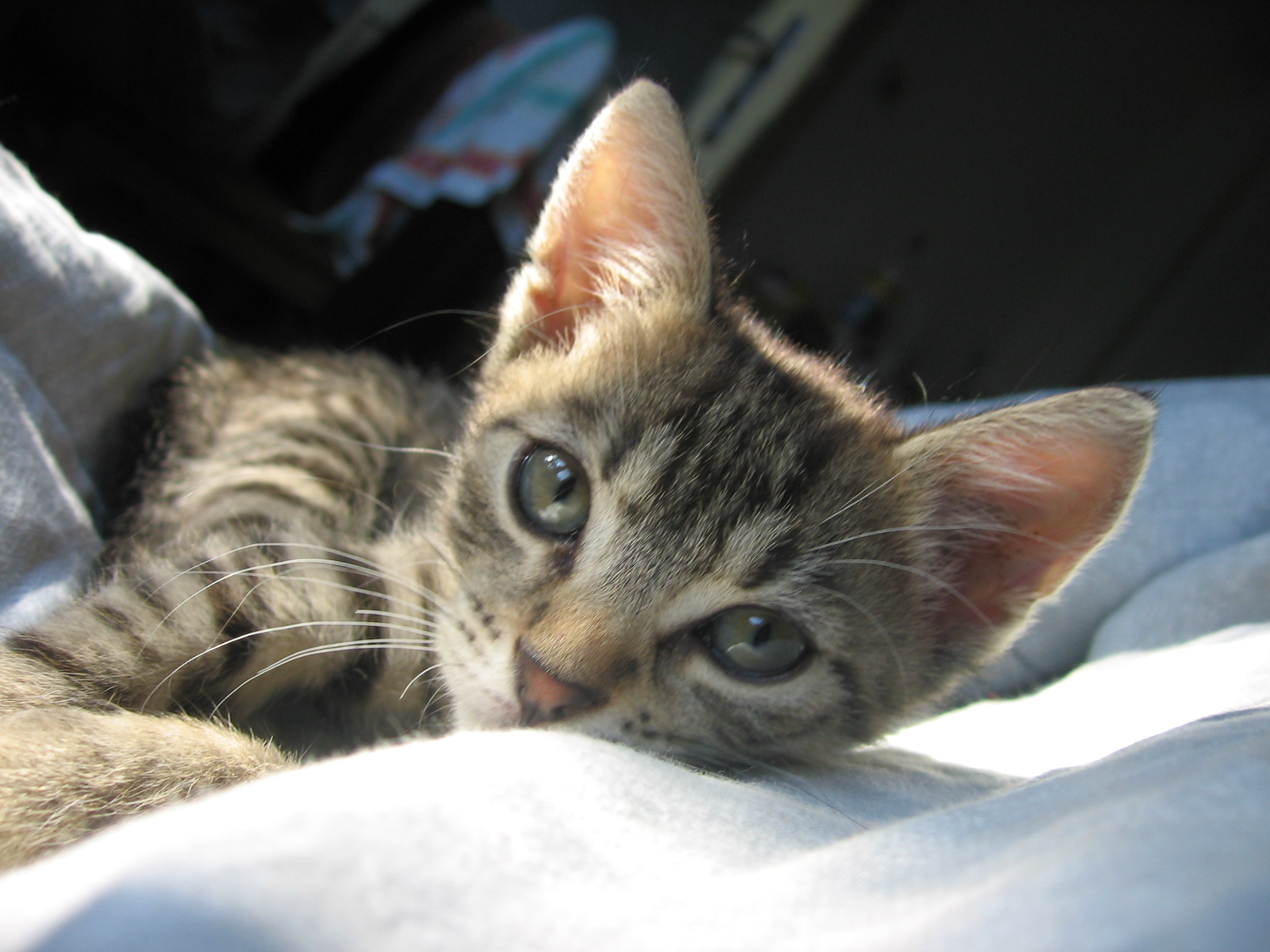
Spokojená kočka

Řečí těla kočky vyjadřují zejména pocity, jako jsou například strach, radost a agresivita. Všeobecně se kočky snaží opticky zvětšit, jestliže jsou agresory anebo jsou potěšené. K tomu jim slouží srst, kterou dokážou naježit a tak dosáhnout žádaného efektu zvětšení. Dalším spolehlivým indikátorem nálady kočky je její ocas. Kočka, která má z něčeho radost, má vztyčenou hlavu a ocas. Hřbet bývá v tomto případě vyklenutý a kočka se otírá o svého pána. Když má hravou náladu, má ocas tvar otazníku a kočka poskakuje a loví předměty vhodné k ulovení. Kočka, která má strach, se snaží opticky zmenšit tím, že pokrčí nohy a sklopí uši k hlavě. Pokud chce zastrašit jinou kočku, zdvihne zadní část těla, vzpřímí ocas a pohybuje jeho špičkou ze strany na stranu. Vrcholně rozčilená kočka připravující se k útoku má natažené všechny končetiny, naježenou srst, vztyčený ocas a je celá nahrbená.
S postavením těla souvisí úzce i postavení uší, hmatových chlupů, očí a čela. Spokojená kočka má vzpřímené uši, uvolněné hmatové vousky a velikost zornic odpovídá současnému osvětlení. Rozčilená kočka má uši sklopené dozadu, hmatové vousky naopak napřímené směrem dopředu, zúžené zornice a pokrčený nos. Vystrašená kočka má uši sklopené do stran a rozšířené zornice.
Kočky se všeobecně snaží vyhnout konfliktním situacím a jak to situace dovoluje, raději nepozorovaně zmizí. Ve většině případů si kočky navzájem vyjasní svou situaci pohledem a řečí těla. Kočky vyjadřují specificky svůj vztah k člověku. Svoji radost, důvěru, přátelství a náklonnost projevují tím, že spí co nejblíže k němu, lísají se k němu, vyhledávají jeho přítomnost, olizují jej a předou.

### Hlasové projevy
Odborníci uvádějí 16 různých zvuků, které kočky vydávají. Některé zvukové signály úzce souvisejí s momentální situací, ve které se kočka nachází (například prskání, vřeštění, mňoukání, předení, volání říjné kočky a jiné).
Všechny zvuky vydávané kočkami se dají rozdělit do tří skupin podle způsobu, jakým je kočka vydává. Jedná se o vrčení, vokály a pronikavé vřeštění.
K vrčení řadíme též zvuky jako předení a zvuky, které kočka vydává na uvítanou.
K vokálům patří zvuky, které kočka vydává postupným zavíráním tlamy. Tyto zvuky jsou velmi individuální a jsou u každé kočky jiné.
Vřeštivé zvuky vydávají kočky s široce otevřenou tlamou a jednotlivé zvuky kočka moduluje změnou tvaru ústní dutiny. Patří sem různé zvuky od syčení a prskání až po vřískání. Těmito zvuky komunikují kočky mezi sebou.

#### Předení
Předení je typický zvukový projev kočky. Tento zvuk každý majitel kočky slyší rád, neboť panuje všeobecná domněnka že jde o projev vrcholné spokojenosti. Mnohdy však kočky předou i tehdy, když jsou poraněné, nebo mají bolesti, či dokonce umírají. Dle Pintery je pro bolest charakteristické mručivé předení. Tlumené předení zakončené zavrčením pak signalizuje, že kočce došla trpělivost a chystá se k útoku.
Existuje více teorií o důvodech předení. Předení se vyskytuje už u malých koťátek, což pravděpodobně matce naznačuje, že jsou v pořádku a matka zase přede proto, aby koťatům zvýšila pocit bezpečí. Kočky dokážou příst velmi dlouho beze změny hlasitosti a předou i při nádechu a výdechu. Tím se liší kočka domácí od kočkovitých šelem, které předou jen při výdechu.
Nejčastějším vysvětlením předení je, že vzniká vibracemi nepravých hlasivek uložených za pravými hlasivkami v hrtanu. Jiná teorie říká, že předení vzniká fázově posunutými stahy hrtanu a bránice.